# L'amante militare
L'amante militare è una commedia teatrale scritta da Carlo Goldoni nel 1751 e rappresentata per la prima volta a Venezia nell'autunno dello stesso anno. La commedia è di argomento inconsueto per il teatro goldoniano (anche se ha un precedente nell'intermezzo per musica Il quartiere fortunato del 1744 e verrà ripreso con L'impostore del 1754 e con La guerra del 1760). Il titolo allude alla professione dei due protagonisti della vicenda, l'alfiere don Alonso, un buon soldato che ha senso del dovere e dell'onore, senza spavalderie, fedele all'amore e il tenente don Garzia, soldato spavaldo che tratta con leggerezza le donne.
Il pubblico accolse bene questa commedia, rappresentata nell'autunno del 1751 a Venezia, grazie soprattutto al personaggio di Corallina, ma in seguito non fu più ripresa: alla commedia, che pure non manca di azione e vivacità, nuoce il linguaggio letterario.
.

## Trama
Arlecchino, credendo ai vantaggi della vita militare prospettati dal sergente Brighella, si arruola nell’Armata Spagnola. In seguito viene dissuaso dalla sua fidanzata Corallina, ma verrà condannato a morte per diserzione. Nel frattempo, Rosaura, figlia di Pantalone, si innamora del giovane ufficiale Don Alonso, acquartierato in casa sua e l’ufficiale Don Garzía, mascalzone e donnaiolo, approfitta della bella vedova Beatrice, innamorata di lui. Alla fine Arlecchino sarà graziato, la guerra non si farà, Rosaura e Alonso, che lascerà l'uniforme, si sposeranno. 

## Poetica
L'opera nasce da lontane esperienze personali dell'autore, che aveva assistito abbastanza da vicino ad alcuni episodi bellici connessi alla guerra di successione polacca, ed è emblematica per capire l’atteggiamento di Goldoni nei confronti della classe militare: è forse eccessivo definirlo antimilitarista, ma certamente si dimostra ironico e critico verso le incongruenze della vita militare e la vacuità di gran parte dei nobili ufficiali.